# Norma Precision

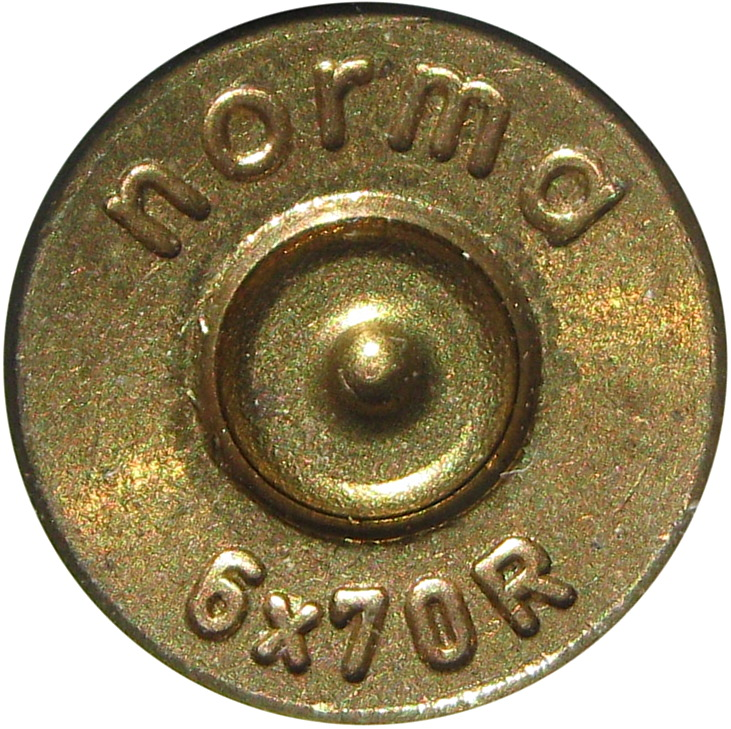
Norma-Logo auf einem Patronenboden

Die Norma Precision AB ist ein schwedisches Unternehmen mit Sitz in Åmotfors (Gemeinde Eda), das Patronen herstellt, die heute vor allem im Jagd- und Sportbereich eingesetzt werden. 30 Millionen Patronen in 110 verschiedenen Kalibern werden pro Jahr (2011) von aktuell 135 Mitarbeitern hergestellt und weltweit vertrieben. Norma Precision ist seit vielen Jahren Königlich Schwedischer Hoflieferant. Der Name Norma stammt von der Vorliebe einer der Gründer für die Oper Norma von Vincenzo Bellini.

## Geschichte
Die Ursprünge des Unternehmens gehen auf die 1895 von den Brüdern Enger in ihrer Heimatstadt Oslo, Norwegen, gegründete Norma Projektilfabrik A/S zurück. Die Brüder Enger gründeten 1902 in Åmotfors eine Niederlassung. 1911 wurde eine Fabrik errichtet, der 1940 zehn weitere Betriebsstätten folgten. Norma Precision fusionierte 1965 mit Svenska Metallverken. Norma Precision wechselt mehrmals den Eigentümer. 1975 kaufte Hasselfors Bruks AB das Unternehmen, 1979 FFV, im Jahr 1990 kauft Dynamit Nobel AB das Unternehmen. Im Jahr 2002 wird Norma von RUAG Ammotec gerkauft und zuletzt wurde diese Gruppe durch die italienische Beretta Holding mit Sitz in Luxembourg übernommen. Der neue Eigentümer will Norma als eigenständige schwedische Firma erhalten.
Norma hat auch einige Patronen selbst entwickelt, dazu gehört die .308 Norma Magnum, .338 Norma Magnum und .358 Norma Magnum.